# Franz Schultz (Fußballspieler)
Franz Hermann Schultz Ramírez (* 20. Juli 1991) ist ein chilenischer Fußballspieler, der seit Anfang 2024 beim Zweitligisten Deportes Linares unter Vertrag steht.

## Karriere
Franz Schultz begann 1998 mit dem Fußballspielen bei den Santiago Wanderers. Er verbrachte seine gesamte Jugendzeit bei den Hauptstädtern und debütierte 2009 bei den Profis des Vereins. Nach 100 Ligaspielen bei den Wanderers wechselte Schultz am 1. Juli 2016 zum Lokalrivalen Universidad de Chile. Mit La U gewann er die Meisterschaft der Clausura 2016/17. Danach wurde er an CD O’Higgins verliehen. Ein halbes Jahr später kehrte er zu Universidad zurück.
Im Januar 2019 wechselte er ablösefrei zum CD Antofagasta. Nach acht Einsätzen, in denen er ein Tor erzielen konnte, wechselte er im Januar 2020 ablösefrei zu Deportes Iquique. Im Spieljahr 2020 bestritt er dort 18 Ligaspiele, musste mit Iquique jedoch den Gang in die Zweitklassigkeit antreten.
Im März 2021 unterzeichnete er einen Vertrag beim Zweitligisten AC Barnechea. 2022 kehrte er zu seinem Jugendklub, den Santiago Wanderers, zurück. Im Februar 2023 spielte der Mittelfeldspieler beim argentinischen Drittligisten Club Cipolletti. Im Januar 2024 gab Schultz seinen Wechsel zu Deportes Linares aus der Primera B bekannt.

## Erfolge
Universidad de Chile
- Primera División: 2016/17-C